# Faster Andelskasse
Faster Andelskasse er et dansk pengeinstitut, i Astrup i Ringkøbing-Skjern Kommune der er stiftet i 1919. Bønderne på egnen omkring Faster besluttede oprette deres eget pengeinstitut da bankerne ikke ville låne driftskapital ud til landbruget.
Faster Andelskasse ansatte deres første elev i 40 år i 2019, på det tidspunkt var den sidste elev stadig ansat.
2019 markerede Andelskassen sit 100 års jubilæum med en stor fest for kunder og andelshavere.
Faster var frem til 2019 en selvstændig andelskasse, med langt de fleste funktioner der findes i et moderne pengeinstitut i dag. Deres primære kunder er privat, landbrug og mindre erhverv fra hele landet. Kunderne betjenes fra egne lokaler.
I december 2019 blev Faster Andelskasse lagt sammen med Andelskassen Oikos, der havde hovedsæde i København og afdeling i Aarhus. Oikos havde kun 3 medarbejdere, hvilket var for lidt til at klare de stigende administrative krav. Faster Andelskasse fik med fusionen adgang til privatkunde-markedet i de store byer og mulighed for at låne flere penge ud, især til andelsboliger.